# InterAction Council of Former Heads of State and Government
L'InterAction Council of Former Heads of State and Government (Consiglio interazione di ex capi di Stato e di governo) è un'organizzazione internazionale indipendente progettata per riunire ex leader mondiali con lo scopo di non disperdere le loro energie, esperienze e contatti internazionali, nel tentativo di sviluppare e incoraggiare il cambiamento di tutto il mondo.

## Storia
Il consiglio, fondato nel 1983, si riunisce con cadenza regolare, compresa una sessione plenaria annuale, ed è composto da oltre 30 ex leader mondiali. L'organizzazione e i suoi membri forniscono raccomandazioni e consigli pratici per i principali problemi di natura politica, economica e sociale riguardanti l'intero pianeta. Questi sforzi si concentrano su tre principali settori, in particolare la pace e la sicurezza, il rilancio dell'economia globale e il rispetto degli standard etici universali.
Il principale progetto è stato lo sviluppo di una Dichiarazione universale delle responsabilità dell'uomo, una sorta di decalogo di responsabilità, condivise da tutti gli individui, che controbilanci la Dichiarazione universale dei diritti dell'uomo. Questa nuova "etica globale" garantirebbe un fondamento della libertà, della giustizia e della pace così che la dichiarazione sui diritti universali sia maggiormente significativa. Questi valori e queste norme sono infatti intesi a completare i Diritti universali, in quanto l'ampliamento delle libertà personali a discapito degli altri, senza considerazione per questi ultimi, è tanto problematica quanto l'assenza stessa di diritti.

## Membri
- Takeo Fukuda, Fondatore e Primo Ministro del Giappone (1976-1978)
- Helmut Schmidt, Presidente Onorario e Cancelliere della Germania Ovest (1974-1982)
- Malcolm Fraser, Presidente Onorario e Primo Ministro dell'Australia (1975-1983)
- Kiichi Miyazawa, Presidente Onorario e Primo Ministro del Giappone (1991-1993)
- Ingvar Carlsson, Presidente e Primo Ministro della Svezia (1986-1991, 1994-1996)
- Andries van Agt, Primo Ministro dell'Olanda (1977-1982)
- Esko Aho, Primo Ministro della Finlandia (1991-1995)
- Valdis Birkavs, Primo Ministro della Lettonia (1993-1994)
- James Bolger, Primo Ministro della Nuova Zelanda (1990-1997)
- Jimmy Carter, Presidente degli Stati Uniti (1977-1981)
- Jean Chrétien, Primo Ministro del Canada (1993-2003)
- Bill Clinton, Presidente degli Stati Uniti (1993-2001)
- Vigdis Finnbogadóttir, Presidente dell'Islanda (1980-1996)
- Valéry Giscard d’Estaing, Presidente della Francia (1974-1981)
- Felipe González Márquez, Primo Ministro della Spagna (1982-1996)
- Bacharuddin Jusuf Habibie, Presidente dell'Indonesia (1998-1999)
- Gyula Horn, Primo Ministro dell'Ungheria (1994-1998)
- Lee Kuan Yew, Primo Ministro di Singapore (1959-1990)
- Costas Simitis, Primo Ministro della Grecia (1996-2004)
- Jamil Mahuad, Presidente dell'Ecuador (1998-2000)
- Abdul Salam Majali, Primo Ministro della Giordania (1993-1995, 1997-1998)
- John Major, Primo Ministro del Regno Unito (1990-1997)
- Nelson Mandela, Presidente del Sudafrica (1994-1999)
- Ketumile Masire, Presidente del Botswana (1980-1998)
- Andrés Pastrana, Presidente della Colombia (1998-2002)
- Yevgeny M. Primakov, Primo Ministro della Federazione Russa (1998-1999)
- Jerry John Rawlings, Capo dello stato del Ghana (1986-2000)
- Mary Robinson, Presidente dell'Irlanda (1990-1997)
- Michel Rocard, Primo Ministro della Francia (1988-1991)
- José Sarney, Presidente del Brasile (1985-1990)
- Shin Hyon Hwak, Primo Ministro della Corea del Sud (1979-1980)
- Hanna Suchocka, Primo Ministro della Polonia (1992-1993)
- George Vasiliou, Presidente della Repubblica di Cipro (1992-1993)
- Franz Vranitzky, Cancelliere dell'Austria (1994-1999)
- Richard von Weizsäcker, Presidente della Germania Ovest (1984-1994)
- Ernesto Zedillo Ponce de Léon, Presidente del Messico (1994-1999)

## Membri deceduti
- Takeo Fukuda 1905-1995, Fondatore, Primo Ministro del Giappone (1976-1978)
- Lord Callaghan of Cardiff 1912-2005, Primo Ministro del Regno Unito (1976-1979)
- Kiichi Miyazawa 1919-2007, Co-Presidente, Primo Ministro del Giappone (1991-1993)
- Misael Pastrana Borrero 1923-1997, Presidente della Repubblica di Colombia (1970-1974)
- Maria de Lourdes Pintasilgo 1930-2004, Primo Ministro del Portogallo (1979-1980)
- Shin Hyon Hwak 1920-2007, Presidente della Repubblica di Corea (1979-1980)
- Kalevi Sorsa 1930-2004, Presidente della Repubblica della Finlandia (1972-1975, 1977-1979, 1982-1987)
- Pierre Elliott Trudeau 1919-2000, Primo Ministro del Canada (1968-1979, 1980-1984)

## Young Leadership Forum
Il Consiglio ha promosso l'Helmut Schmidt Young Leadership Forum in occasione del 26º meeting annuale, tenutosi nel 2008 a Stoccolma. Venti giovani provenienti da ogni parte del mondo sono stati invitati per "imparare" dagli ex-leader e per interagire con loro, al fine di sviluppare le loro capacità di leadership. I giovani partecipanti hanno organizzato seminari propri dopo il meeting, presentando lavori di ricerca sui temi del meeting stesso.